# Hurlus (Marne)
Pour les articles homonymes, voir Hurlus.
Hurlus est une ancienne commune française du département de la Marne.

## Toponymie
Le nom de la localité est attesté sous les formes Ursluus (commencement du XIe siècle) ; Ullus, Urlus (1303-1312) ; Urlu, Hurlu (1686).

La moutarde blanche ( sinapis alba ) avait été nommée hurlu en Champagne. On explique ce mot comme un dérivé avec changement de suffixe de hurel, « hérissé », qualifiant l’aspect irrégulier d’un champ de sénevé. On retrouve ce mot dans les Hurlutières, un lieu-dit de Les Étilleux ( Eure-et-Loir ).
À la fin du Moyen-Age, les protestants sont surnommés les gueux ou les hurlus, termes péjoratifs. 

## Histoire

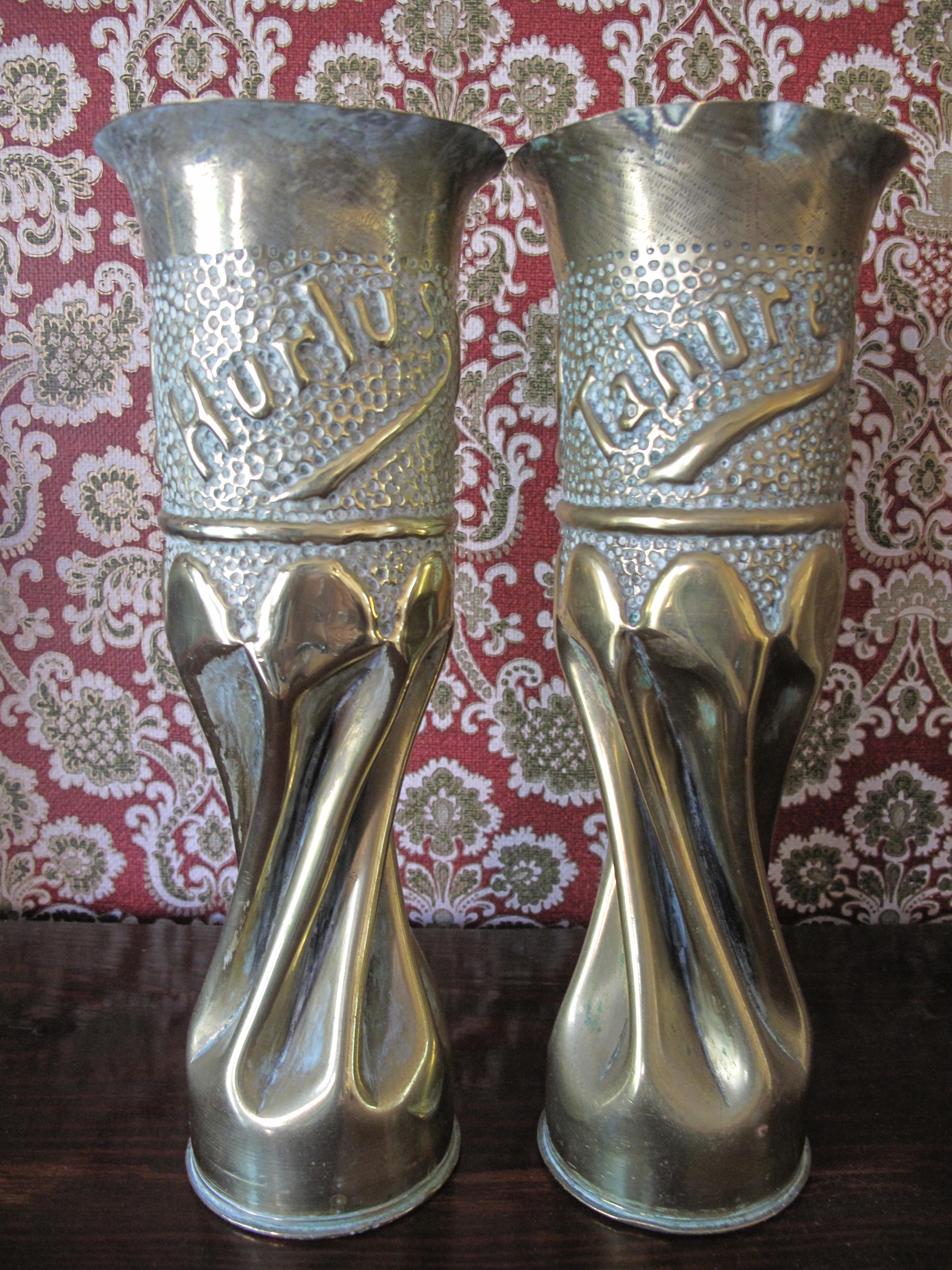
Douilles sculptées avec les noms des villages de Hurlus et Tahure

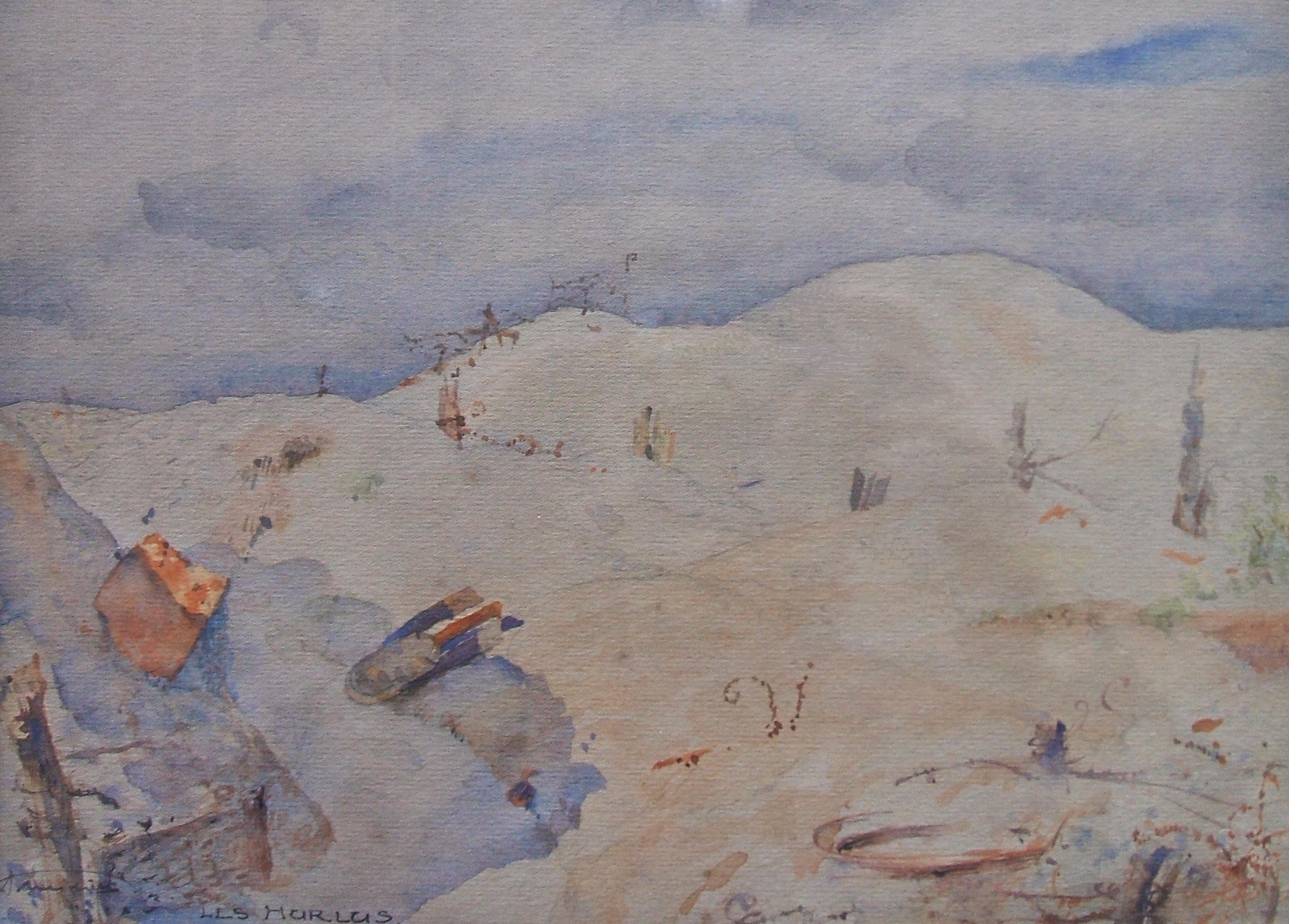
Aquarelle des Hurlus par Alexandre Miniac (1885-1963).

L'église du village était dédiée à Saint Rémy de Reims et remonte au XIIIe siècle.
Le village de Hurlus comptait 88 habitants et couvrait 882 hectares en 1911. Pendant la Première Guerre mondiale, le village fut anéanti. Il ne s'est plus jamais relevé, victime de cette guerre. Seules les ruines de l'église et certaines tombes du cimetière sont encore visibles aujourd'hui.
Lors de la création du camp militaire de Suippes en 1950, la commune fut officiellement supprimée, et son territoire rattaché à la commune voisine de Wargemoulin, qui prit alors le nom de Wargemoulin-Hurlus pour perpétuer la mémoire du village disparu.

### Liste des maires
| Période                                  | Période     | Identité    | Étiquette | Qualité |
| ---------------------------------------- | ----------- | ----------- | --------- | ------- |
| Les données manquantes sont à compléter. |             |             |           |         |
| ?                                        | 5 mars 1910 | M. Mauclerc |           |         |

## Décorations françaises
Croix de guerre 1914-1918 : 20 septembre 1920

## Géographie
Hurlus se trouve dans le nord-est du département de la Marne, entre Reims et Verdun, sur le carrefour des anciennes routes que reliaient Ville-sur-Tourbe à Somme-Suippe et celle qui partait à Souain.

## Démographie
| 1793 | 1800 | 1806 | 1821 | 1831 | 1836 | 1841 | 1846 | 1851 |
| ---- | ---- | ---- | ---- | ---- | ---- | ---- | ---- | ---- |
| 114  | 130  | 131  | 128  | 138  | 155  | 169  | 168  | 164  |

| 1856 | 1861 | 1866 | 1872 | 1876 | 1881 | 1886 | 1891 | 1896 |
| ---- | ---- | ---- | ---- | ---- | ---- | ---- | ---- | ---- |
| 157  | 149  | 112  | 147  | 141  | 131  | 127  | 116  | 103  |

| 1901 | 1906 | 1911 | 1921 | 1926 | 1931 | 1936 | 1946 | - |
| ---- | ---- | ---- | ---- | ---- | ---- | ---- | ---- | - |
| 99   | 100  | 88   | 0    | 0    | 0    | 0    | 0    | - |

## Littérature
La région est évoquée dans le livre du romancier Jean Amila, Le Boucher des Hurlus (Gallimard, Série noire, 1982).